# Echeveria elegans
Echeveria elegans (tên thông thường tiếng Anh: Mexican snow ball, Mexican gem, white Mexican rose) là một loài thực vật có hoa thuộc họ Crassulaceae, bản địa môi trường bán hoang mạc Mexico.

## Mô tả
Echeveria elegans là thực vật lâu năm, thường xanh, mọng nước, phát triển chiều cao từ 5–10 cm (2–4 in), rộng 50 cm (20 in), với những chiếc lá dày màu lục xếp thành hình hoa hồng, hoa màu hồng-đỏ.